# 全米女子オープン
全米女子オープン選手権（ぜんべいじょしオープンせんしゅけん、英: U.S. Women's Open Championship）は、アメリカ合衆国で開催される女子ゴルフのメジャー選手権の一つ。

## 概要
全米ゴルフ協会（USGA）が主催で、毎年6月第1日曜日を最終日に設定している。開催する地区は毎年変わる。1946年に第1回大会が行われて以来、現存する最古の女子メジャーでもある。賞金総額は1200万ドル、優勝賞金は240万ドル。男子の全米オープンに相当する。しかし男子の全米オープンと違い、世界的に統一されたメジャー選手権ではなく、欧州ツアーや日本ツアーに組み込まれていない。
当初は女子プロゴルフ協会（WPGA）が主催し、1950年の全米女子プロゴルフ協会（LPGA）設立以降はLPGA公認大会となり、1953年からはUSGA主催の選手権となった。
72ホールで決着がつかない場合、プレーオフは2ホールで行われる。かつては翌日に18ホールや3ホールのプレーオフで行っていた。
本大会の優勝者にはミッキー・ライト金メダルとハートン・S・センプル・トロフィーが授与される。

## 本選出場資格
アマチュアでの出場資格は開催初日時点でアマチュアであること。
- セクショナル予選通過者（地区予選に出場するアマチュア選手のハンディキャップは「4.4以下」と定められている。）
- 過去10年の全米女子オープン優勝者
- 前年全米アマチュア選手権の優勝者、および2位 ただし全米女子アマ優勝資格は2020年大会よりプロ転向後も出場が可能。
- 前年の全米シニア女子オープン優勝者
- 前年マーク・H・マコーマック・メダル受賞者
- 過去5年のシェブロン選手権・全英女子オープン・全米女子プロ選手権・エビアン選手権優勝者[注 2]
- 前年全米女子オープン上位10位（タイ）の者
- 前年度のLPGAツアー賞金ランキング上位70位までの者
- 同選手権2ヶ月前と開催週のロレックス女子世界ランキング75位以内の選手

## 歴代優勝者
| 開催年 | 優勝者                     | 国籍           | 開催コース                                     | 優勝スコア | パー   | 総額 ($)   | 優勝賞金 ($) |
| ------ | -------------------------- | -------------- | ---------------------------------------------- | ---------- | ------ | ---------- | ------------ |
| 1946   | パティー・バーグ†          | アメリカ合衆国 | スポーケンカントリークラブ                     | 5&4        | 5&4    | 19,700     | 5,600        |
| 1947   | ベティー・ジェームソン     | アメリカ合衆国 | スターマウントフォレストカントリークラブ       | 295        | –9     | 7,500      | 2,000        |
| 1948   | ベーブ・ザハリアス         | アメリカ合衆国 | アトランティックシティカントリークラブ         | 300        | E      | 7,500      | 2,000        |
| 1949   | ルイーズ・サグス           | アメリカ合衆国 | プリンスジョージゴルフ&カントリークラブ        | 291        | –9     | 7,500      | 2,000        |
| 1950   | ベーブ・ザハリアス         | アメリカ合衆国 | ローリングヒルズカントリークラブ               | 291        | -9     | 5,000      | 1,000        |
| 1951   | ベッツィー・ロールズ       | アメリカ合衆国 | ドルイドヒルズゴルフクラブ                     | 293        | +5     | 7,500      | 2,000        |
| 1952   | ルイーズ・サグス           | アメリカ合衆国 | バラゴルフクラブ                               | 284        | +8     | 7,500      | 2,000        |
| 1953   | ベッツィー・ロールズ       | アメリカ合衆国 | カントリークラブオブロチェスター               | 230        | +10 PO | 7,500      | 2,000        |
| 1954   | ベーブ・ザハリアス         | アメリカ合衆国 | セイラムカントリークラブ                       | 291        | +3     | 7,500      | 2,000        |
| 1955   | フェイ・クロッカー         | ウルグアイ     | ウィチタカントリークラブ                       | 299        | +11    | 7,500      | 2,000        |
| 1956   | キャシー・コーネリアス     | アメリカ合衆国 | ノースランドカントリークラブ                   | 302        | +11 PO | 6,000      | 1,500        |
| 1957   | ベッツィー・ロールズ       | アメリカ合衆国 | ウィングドフットゴルフクラブ（イースト）       | 299        | +7     | 7,200      | 1,800        |
| 1958   | ミッキー・ライト           | アメリカ合衆国 | フォレストレイクカントリークラブ               | 290        | -2     | 7,200      | 1,710        |
| 1959   | ミッキー・ライト           | アメリカ合衆国 | チャーチルバレーカントリークラブ               | 287        | -1     | 7,200      | 1,710        |
| 1960   | ベッツィー・ロールズ       | アメリカ合衆国 | ウォーセスターカントリークラブ                 | 292        | +4     | 7,200      | 1,710        |
| 1961   | ミッキー・ライト           | アメリカ合衆国 | バルタスロールゴルフクラブ                     | 293        | +5     | 8,000      | 1,710        |
| 1962   | ミュール・リンドストローム | アメリカ合衆国 | ダンゴルフアンドビーチクラブ                   | 301        | +13    | 8,000      | 1,710        |
| 1963   | メアリー・ミルズ           | アメリカ合衆国 | ケンウッドカントリークラブ                     | 289        | -3     | 9,000      | 1,900        |
| 1964   | ミッキー・ライト           | アメリカ合衆国 | サンディエゴカントリークラブ                   | 290        | -3 PO  | 9,900      | 2,090        |
| 1965   | キャロル・マン             | アメリカ合衆国 | アトランティックシティカントリークラブ         | 290        | +2     | 17,780     | 3,800        |
| 1966   | サンドラ・スプジッチ       | アメリカ合衆国 | ヘーゼルティンナショナルゴルフクラブ           | 297        | +9     | 20,000     | 4,000        |
| 1967   | カトリーヌ・ラコスト (a)   | フランス       | バージニアホットスプリングス                   | 294        | +6     | 25,000     | 0            |
| 1968   | スージー・バーニング       | アメリカ合衆国 | モスレムスプリングスゴルフクラブ               | 289        | +5     | 25,000     | 5,000        |
| 1969   | ドナ・カポニ               | アメリカ合衆国 | セニックヒルズカントリークラブ                 | 294        | +6     | 31,040     | 5,000        |
| 1970   | ドナ・カポニ               | アメリカ合衆国 | マスコギーカントリークラブ                     | 287        | -1     | 30,000     | 5,000        |
| 1971   | ジョアン・カーナー         | アメリカ合衆国 | カーカクラブ                                   | 288        | E      | 31,000     | 5,000        |
| 1972   | スージー・バーニング       | アメリカ合衆国 | ウィングドフットゴルフクラブ（イースト）       | 299        | +11    | 40,000     | 6,000        |
| 1973   | スージー・バーニング       | アメリカ合衆国 | カントリークラブオブロチェスター               | 290        | +2     | 40,000     | 6,000        |
| 1974   | サンドラ・ヘイニー         | アメリカ合衆国 | ラ・グランデカントリークラブ                   | 295        | +7     | 40,000     | 6,073        |
| 1975   | サンドラ・パーマー         | アメリカ合衆国 | アトランティックシティカントリークラブ         | 295        | +7     | 55,000     | 8,044        |
| 1976   | ジョアン・カーナー         | アメリカ合衆国 | ローリンググリーンゴルフクラブ                 | 292        | +8 PO  | 60,000     | 9,054        |
| 1977   | ホリス・ステーシー         | アメリカ合衆国 | ヘーゼルティンナショナルゴルフクラブ           | 292        | +4     | 75,000     | 11,040       |
| 1978   | ホリス・ステーシー         | アメリカ合衆国 | カントリークラブオブインディアナポリス         | 289        | +5     | 100,000    | 15,000       |
| 1979   | ジェルリン・ブリッツ       | アメリカ合衆国 | ブルックローンカントリークラブ                 | 284        | E      | 125,000    | 19,000       |
| 1980   | エイミー・オルコット       | アメリカ合衆国 | リッチランドカントリークラブ                   | 280        | -4     | 140,000    | 20,047       |
| 1981   | パット・ブラッドリー       | アメリカ合衆国 | ラ・グランデカントリークラブ                   | 279        | -9     | 150,000    | 22,000       |
| 1982   | ジャネット・アンダーソン   | アメリカ合衆国 | デル・パソカントリークラブ                     | 283        | -5     | 175,000    | 27,315       |
| 1983   | ジャン・スティーブンソン   | オーストラリア | シーダリッジカントリークラブ                   | 290        | +6     | 200,000    | 32,780       |
| 1984   | ホリス・ステーシー         | アメリカ合衆国 | セイラムカントリークラブ                       | 290        | +2     | 225,000    | 36,000       |
| 1985   | キャシー・グァダニーノ     | アメリカ合衆国 | バルスタロールゴルフクラブ                     | 280        | -8     | 250,000    | 41,975       |
| 1986   | ジェーン・ゲディーズ       | アメリカ合衆国 | NCRカントリークラブ                            | 287        | -1 PO  | 300,000    | 50,000       |
| 1987   | ローラ・デービース         | イングランド   | プレーンフィールドカントリークラブ             | 285        | -3 PO  | 325,000    | 55,000       |
| 1988   | リサロッテ・ノイマン       | スウェーデン   | ボルチモアカントリークラブ                     | 277        | -7     | 400,000    | 70,000       |
| 1989   | ベッツィ・キング           | アメリカ合衆国 | インディアンウッドゴルフアンドカントリークラブ | 278        | -2     | 450,000    | 80,000       |
| 1990   | ベッツィ・キング           | アメリカ合衆国 | アトランタアスレチッククラブ                   | 284        | -4     | 500,000    | 85,000       |
| 1991   | メグ・マローン             | アメリカ合衆国 | コロニアルカントリークラブ                     | 283        | -1     | 600,000    | 110,000      |
| 1992   | パティ・シーハン           | アメリカ合衆国 | オークモントカントリークラブ                   | 280        | E PO   | 700,000    | 130,000      |
| 1993   | ローリー・マーテン         | アメリカ合衆国 | クルックドスティックゴルフクラブ               | 280        | -4     | 800,000    | 144,000      |
| 1994   | パティ・シーハン           | アメリカ合衆国 | インディアンウッドゴルフ&カントリークラブ      | 277        | -7     | 850,000    | 155,000      |
| 1995   | アニカ・ソレンスタム       | スウェーデン   | ブロードモアゴルフクラブ・イーストコース       | 278        | -2     | 1,000,000  | 175,000      |
| 1996   | アニカ・ソレンスタム       | スウェーデン   | パインニードルズロッジ&ゴルフクラブ            | 272        | -8     | 1,200,000  | 212,500      |
| 1997   | アリソン・ニコラス         | イングランド   | パンプキンリッジゴルフクラブ                   | 274        | -10    | 1,300,000  | 232,500      |
| 1998   | 朴セリ                     | 韓国           | ブラックウルフラン・コンポジットコース         | 290        | +6 PO  | 1,500,000  | 267,500      |
| 1999   | ジュリ・インクスター       | アメリカ合衆国 | オールドウェバリーゴルフクラブ                 | 272        | -16    | 1,750,000  | 315,000      |
| 2000   | カリー・ウェブ             | オーストラリア | メリットクラブ                                 | 282        | -6     | 2,750,000  | 500,000      |
| 2001   | カリー・ウェブ             | オーストラリア | パインニードルズロッジ&ゴルフクラブ            | 273        | -7     | 2,900,000  | 520,000      |
| 2002   | ジュリ・インクスター       | アメリカ合衆国 | プレイリーデューンズゴルフクラブ               | 276        | -4     | 3,000,000  | 535,000      |
| 2003   | ヒラリー・ランキ           | アメリカ合衆国 | パンプキンリッジゴルフクラブ                   | 283        | -1 PO  | 3,100,000  | 560,000      |
| 2004   | メグ・マローン             | アメリカ合衆国 | オーチャーズゴルフクラブ                       | 274        | -10    | 3,100,000  | 560,000      |
| 2005   | バーディ・キム             | 韓国           | チェリーヒルズカントリークラブ                 | 287        | +3     | 3,100,000  | 560,000      |
| 2006   | アニカ・ソレンスタム       | スウェーデン   | ニューポートカントリークラブ                   | 284        | E PO   | 3,100,000  | 560,000      |
| 2007   | クリスティ・カー           | アメリカ合衆国 | パインニードルズロッジ&ゴルフクラブ            | 279        | -5     | 3,100,000  | 560,000      |
| 2008   | 朴仁妃                     | 韓国           | インターラケンカントリークラブ                 | 283        | -9     | 3,250,000  | 585,000      |
| 2009   | ジ・ウンヒ                 | 韓国           | ソーコンバレーカントリークラブ                 | 284        | E      | 3,250,000  | 585,000      |
| 2010   | ポーラ・クリーマー         | アメリカ合衆国 | オークモントカントリークラブ                   | 281        | -3     | 3,250,000  | 585,000      |
| 2011   | 柳簫然                     | 韓国           | ブロードモアゴルフクラブ・イーストコース       | 281        | -3 PO  | 3,250,000  | 585,000      |
| 2012   | チェ・ナヨン               | 韓国           | ブラックウルフラン・コンポジットコース         | 281        | -7     | 3,250,000  | 585,000      |
| 2013   | 朴仁妃                     | 韓国           | セボナックゴルフクラブ                         | 280        | -8     | 3,250,000  | 585,000      |
| 2014   | ミシェル・ウィー           | アメリカ合衆国 | パインハーストNO.2                             | 278        | -2     | 4,000,000  | 720,000      |
| 2015   | 田仁智                     | 韓国           | ランカスターCC                                 | 272        | -8     | 4,500,000  | 810,000      |
| 2016   | ブリタニー・ラング         | アメリカ合衆国 | コードベールゴルフクラブ                       | 282        | -6 PO  | 4,500,000  | 810,000      |
| 2017   | パク・ソンヒョン           | 韓国           | トランプ・ナショナルGC                         | 277        | -11    | 5,000,000  | 900,000      |
| 2018   | アリヤ・ジュタヌガーン     | タイ           | ショールクリーククラブ                         | 277        | -11PO  | 5,000,000  | 900,000      |
| 2019   | イ・ジョンウン6            | 韓国           | CCオブチャールストン                           | 278        | -6     | 5,500,000  | 1,000,000    |
| 2020   | キム・アリム               | 韓国           | チャンピオンズGC                               | 281        | –3     | 5,500,000  | 1,000,000    |
| 2021   | 笹生優花                   | フィリピン     | オリンピッククラブ・レイクコース               | 280        | –4PO   | 5,500,000  | 1,000,000    |
| 2022   | ミンジー・リー             | オーストラリア | パインニードルズ・ロッジ&GC                    | 271        | -13    | 10,000,000 | 1,800,000    |
| 2023   | アリセン・コープス         | アメリカ合衆国 | ペブルビーチ・ゴルフリンクス                   | 279        | −9     | 11,000,000 | 2,000,000    |
| 2024   | 笹生優花                   | 日本           | ランカスターCC                                 | 276        | −4     | 12,000,000 | 2,400,000    |
| 2025   | マヤ・スターク             | スウェーデン   | エリンヒルズ                                   |            |        | 12,000,000 | 2,400,000    |

(a)はアマチュア
PO はプレーオフでの勝利
†第1回はマッチプレー方式で行われ、5&4でベティ・ジェームソンを下した。

## 今後の開催予定地
| 年   | 回   | コース                             | 開催地                        | 日程     | 実績       |
| ---- | ---- | ---------------------------------- | ----------------------------- | -------- | ---------- |
| 2026 | 81st | リビエラカントリークラブ           | Pacific Palisades, California | 6月4–7日 |            |
| 2027 | 82nd | インバネスクラブ                   | Toledo, Ohio                  | TBD      |            |
| 2028 | 83rd | オークモントカントリークラブ       | Plum, Pennsylvania            | TBD      | 1992, 2010 |
| 2029 | 84th | パインハーストNo.2                 | Pinehurst, North Carolina     | TBD      | 2014       |
| 2030 | 85th | Interlachen Country Club           | Edina, Minnesota              | TBD      | 2008       |
| 2031 | 86th | オークランドヒルズカントリークラブ | Bloomfield Township, Michigan | TBD      |            |
| 2032 | 87th | ロサンゼルスカントリークラブ       | Los Angeles, California       | TBD      |            |
| 2033 | 88th | シカゴゴルフクラブ                 | Wheaton, Illinois             | TBD      |            |
| 2034 | 89th | メリオンゴルフクラブ               | Haverford, Pennsylvania       | TBD      |            |
| 2035 | 90th | ペブルビーチGL                     | Pebble Beach, California      | TBD      | 2023       |

- Oakmont Country Club is also slated to host in 2038.
- Pebble Beach Golf Links is also slated to host in 2040 and 2048.
- Oakland Hills Country Club is also slated to host in 2042.
- Merion Country Club is also slated to host in 2046.

Source:

## TV放送

### アメリカ
アメリカ国内では2020年以降はNBCスポーツが放映権を所有している。初日・2日目はUSAネットワーク、3日目と最終日はNBCで放送。インターネットはPeacockで配信。かつてはABC（ESPN）やFoxで放送されていた。

### 日本
日本では2017年までは、全米オープン同様、テレビ朝日系列で放送されていた。過去には、大会4日間を早朝5:00から8:00まで各日3時間、『ANNニュース』を挟む編成とした。最終日、8:00以降も競技が続いている場合は『羽鳥慎一モーニングショー』 （この場合は8:00 - 9:55） を内包して、最終組ホールアウトまで放送していた。このため、テレビ中継時に限り『グッド!モーニング』（『おはよう朝日です』〈朝日放送＜現：朝日放送テレビ＞〉等地域ローカル情報番組も含む）は日本時間で金曜（初日）・月曜（最終日）の放送分、また、土曜の『週刊ニュースリーダー』（『おはよう朝日土曜日です』〈朝日放送＜現：朝日放送テレビ＞〉等地域ローカル情報番組を含む）、日曜の『TOKYO応援宣言』、メ〜テレ制作アニメ枠、スーパー戦隊シリーズも休止となった。
2003年までは「全米オープンゴルフ」とほぼ同じスポンサーだった。2004年・2005年はネットワークセールスを縮小したが、2006年は全編ネットワークセールスに変更された。
2006年7月1日の大会2日目は早朝3:40から『2006 FIFAワールドカップ・ベスト16』編成のため、6:10に編成。またその後の『朝だ!生です旅サラダ』は8:30の短縮版・イレギュラー編成として放送された。またスポンサー枠は全米オープンは全編22分に対して、全米女子オープンは土曜日の2日目は19分・他の大会期間日は23分に構成された。
2011年の第66回大会では、7月8日の大会第1日が 7:00 - 9:55、7月9日の大会2日目が 6:30 - 9:55、7月10日の大会3日目が 4:00 - 7:00に放送された。荒天による中断・サスペンテッドにより、日程が遅れ遅れとなり、7月11日の大会第4日は当初予定を変更し、3:00 - 7:00（4:00までは関東ローカル）での放送に加え、前枠の『GET SPORTS』（1:05 - 3:00、1:30以降は関東他一部地域のみの放送）・『情報満載ライブショー モーニングバード!』（8:00 - 9:55、日本テレビ系列3局でも放送）の各枠内の一部時間帯でも放送された。4日間で大会が終了できなかったため、大会最終日（5日目）を7月12日に行い、これが4:55 - 6:30に放送された。なお、大会3日目以降は「ANNニュース」を内包して放送した。
2014年の2日目（21日）は早朝6:45から『2014 FIFAワールドカップ・「ホンジュラス×エクアドル」』編成のため、20日深夜3:30から放送。
しかし全米オープン同様、USGAが管轄するため、2016年以降の放映権を巡り、テレビ朝日とUSGAとの契約が難航されており、テレビ朝日の放映ができない場合は、他局で放送の可能性があることもあったが、同年5月24日、テレビ朝日は予定通り放送が決定された。しかし同時期にUEFA EURO 2016があり、テレビ朝日では最終日の10日に決勝が放送されるため、決勝試合終了まではBS朝日で放送。その後は競技終了まで地上波で放送された。
2017年以降は、WOWOWでも放送されている。なお、同年はテレビ朝日系列でも従来通り放送されたが、同年7月15日の大会2日目は早朝4:00から九州朝日放送では、『走れ!山笠』編成のため、ネット返上となった。
2018年から2020年まではテレビ東京系列で放送されていた。このため、テレビ中継時に限り、『ニュースモーニングサテライト』『おはスタ』『きんだーてれび』は日本時間で金曜（初日）・月曜（最終日）の放送分が休止となる。また、土曜朝7時台のアニメ枠、日曜朝7時台のアニメ枠も休止となる事がある（なお、2018年は「ディズニー・サンデー」は同日16:00 - 16:30に繰り下げて放送した）。2020年に関しては新型コロナウイルス（COVID-19）の影響から同年12月11日から13日・15日に放送された。なお、同月15日に関しては雨天に伴う順延によるものであり、同日は0:12 - 5:45に当初予定していた番組を休止もしくは後日振替とした上で中継を放送した。
2021年大会は、BS放送のWOWOWとCS放送のゴルフネットワークのみで放送。地上波については放送が無かった。
2022年大会は、DAZNでの生配信が行われることになった。
2023年からはBS松竹東急でも中継を行っている。